# Omphalocarpum massoko
Omphalocarpum massoko är en tvåhjärtbladig växtart som beskrevs av Baudon. Omphalocarpum massoko ingår i släktet Omphalocarpum och familjen Sapotaceae.
Artens utbredningsområde är Kongo. Inga underarter finns listade i Catalogue of Life.